# East Sheen
East Sheen er en forstad til London, England i Richmond upon Thames.